# Дюфаль, Пьер
Пьер Дюфаль (фр. Pierre Dufal, 8 ноября 1822 года, Сен-Жерве-д’Овернь, Франция — 14 марта 1898 года, Нёйи-сюр-Сен, Франция) — католический прелат и миссионер, второй апостольский викарий Восточной Бенгалии с 3 июля 1860 года по 28 июля 1876 года. Член монашеской Конгрегации Святого Креста. Генеральный супериор Конгрегации Святого Креста (1866—1868).

## Биография
20 января 1852 года вступил в монашескую Конгрегацию Святого Креста. 29 сентября 1852 года рукоположён в священники.
3 июля 1860 года римский папа Пий IX назначил его титулярным епископом Дериуса и апостольским викарием Восточной Бенгалии с центром в Дакке. 25 ноября 1860 года состоялось его рукоположение в епископы, которое совершил архиепископ Тура Жозеф-Ипполит Гибер в сослужении с епископом Ле-Мана Жан-Жаком Нанкеттом и титулярным епископом Винценнеса Целестином Рене Лораном Гинемер-де-ла-Аландьером.
С 25 августа 1866 по 19 июля 1868 года — генеральный супериор Конгрегации Святого Креста.
Участвовал в I Ватиканском соборе.
28 июля 1876 года подал в отставку. Назначен вспомогательным епископом епархии Галвестона.
Проживал в монашеском доме в Нёйи-сюр-Сене, где скончался в марте 1898 года.